# Bắn súng tại Đại hội Thể thao châu Á 2018
Bắn súng tại Đại hội Thể thao châu Á 2018 sẽ được tổ chức tại Dãy bắn súng quốc tế Jakabaring, Palembang, Indonesia từ ngày 18 đến ngày 27 tháng 8.

## Lịch thi đấu
Tất cả thời gian là giờ chuẩn Tây Indonesia địa phương (UTC+7).

## Tóm tắt huy chương

### Bảng huy chương
| 1         | Trung Quốc        | 8  | 5  | 2  | 15 |
| 2         | Hàn Quốc          | 3  | 4  | 5  | 12 |
| 3         | Ấn Độ             | 2  | 4  | 3  | 9  |
| 4         | Đài Bắc Trung Hoa | 2  | 1  | 1  | 4  |
| 5         | Mông Cổ           | 1  | 1  | 1  | 3  |
| 6         | Thái Lan          | 1  | 1  | 0  | 2  |
| 6         | CHDCND Triều Tiên | 1  | 1  | 0  | 2  |
| 8         | Liban             | 1  | 0  | 1  | 2  |
| 9         | Kuwait            | 1  | 0  | 0  | 1  |
| 10        | Nhật Bản          | 0  | 1  | 1  | 2  |
| 11        | Indonesia         | 0  | 1  | 0  | 1  |
| 11        | Ả Rập Xê Út       | 0  | 1  | 0  | 1  |
| 13        | Việt Nam          | 0  | 0  | 2  | 2  |
| 14        | Iran              | 0  | 0  | 1  | 1  |
| 14        | Kazakhstan        | 0  | 0  | 1  | 1  |
| 14        | Qatar             | 0  | 0  | 1  | 1  |
| 14        | UAE               | 0  | 0  | 1  | 1  |
| Tổng cộng | Tổng cộng         | 20 | 20 | 20 | 60 |

### Nội dung nam
| Nội dung                                 | Vàng                               | Bạc                                     | Đồng                              |
| ---------------------------------------- | ---------------------------------- | --------------------------------------- | --------------------------------- |
| 10 mét súng ngắn hơi                     | Saurabh Chaudhary · Ấn Độ          | Matsuda Tomoyuki · Nhật Bản             | Abhishek Verma · Ấn Độ            |
| 25 mét súng ngắn bắn nhanh               | Diêu Triều Nam · Trung Quốc        | Lâm Quân Mẫn · Trung Quốc               | Kim Jun-hong · Hàn Quốc           |
| 10 mét súng trường hơi                   | Dương Hào Nhan · Trung Quốc        | Deepak Kumar · Ấn Độ                    | Lỗ Siêu Xuyên · Đài Bắc Trung Hoa |
| 50 mét súng trường ba tư thế             | Hồi Tử Thành · Trung Quốc          | Sanjeev Rajput · Ấn Độ                  | Matsumoto Takayuki · Nhật Bản     |
| 300 mét súng trường ba tư thế tiêu chuẩn | Choi Young-jeon · Hàn Quốc         | Hussain Ghuwayli Al-Harbi · Ả Rập Xê Út | Lee Won-gyu · Hàn Quốc            |
| 10 m running target                      | Jeong You-jin · Hàn Quốc           | Pak Myong-won · CHDCND Triều Tiên       | Ngô Hữu Vượng · Việt Nam          |
| 10 m running target mixed                | Pak Myong-won · CHDCND Triều Tiên  | M. Sejahtera Dwi Putra · Indonesia      | Can Vũ · Trung Quốc               |
| Trap                                     | Dương Khôn Nhĩ · Đài Bắc Trung Hoa | Lakshay Sheoran · Ấn Độ                 | Ahn Dae-myeong · Hàn Quốc         |
| Trap đôi                                 | Shin Hyun-woo · Hàn Quốc           | Shardul Vihan · Ấn Độ                   | Hamad Ali Al-Marri · Qatar        |
| Skeet                                    | Mansour al-Rashidi · Kuwait        | Kim Địch · Trung Quốc                   | Saif al-Mansoori · UAE            |

### Nội dung nữ
| Nội dung                     | Vàng                               | Bạc                                   | Đồng                               |
| ---------------------------- | ---------------------------------- | ------------------------------------- | ---------------------------------- |
| 10 mét súng ngắn hơi         | Vương Kiện · Trung Quốc            | Kim Min-jung · Hàn Quốc               | Heena Sidhu · Ấn Độ                |
| 25 mét súng ngắn             | Rahi Sarnobat · Ấn Độ              | Naphaswan Yangpaiboon · Thái Lan      | Kim Min-jung · Hàn Quốc            |
| 10 mét súng trường hơi       | Triệu Đẩu Chu · Trung Quốc         | Jung Eun-hea · Hàn Quốc               | Gankhuyagiin Nandinzayaa · Mông Cổ |
| 50 mét súng trường ba tư thế | Gankhuyagiin Nandinzayaa · Mông Cổ | Chuluunbadrakhyn Narantuyaa · Mông Cổ | Mahlagha Jambozorg · Iran          |
| Trap                         | Trương Tân Khâu · Trung Quốc       | Kang Gee-eun · Hàn Quốc               | Ray Bassil · Liban                 |
| Trap đôi                     | Lý Thanh Niên · Trung Quốc         | Bạch Nghị Đình · Trung Quốc           | Mariya Dmitriyenko · Kazakhstan    |
| Skeet                        | Sutiya Jiewchaloemmit · Thái Lan   | Ngụy Mộng · Trung Quốc                | Kim Min-ji · Hàn Quốc              |

### Nội dung hỗn hợp
| Nội dung               | Vàng                                            | Bạc                                                | Đồng                                         |
| ---------------------- | ----------------------------------------------- | -------------------------------------------------- | -------------------------------------------- |
| 10 mét súng ngắn hơi   | Trung Quốc · Di Tiểu Kính · Vũ Gia Dư           | Hàn Quốc · Kim Min-jung · Lee Dae-myung            | Việt Nam · Lê Thị Linh Chi · Trần Quốc Cường |
| 10 mét súng trường hơi | Đài Bắc Trung Hoa · Lỗ Siêu Xuyên · Lâm Anh Tân | Trung Quốc · Dương Hào Nhan · Triệu Đẩu Chu        | Ấn Độ · Ravi Kumar · Apurvi Chandela         |
| Trap                   | Liban · Ray Bassil · Alain Moussa               | Đài Bắc Trung Hoa · Lâm Nghị Xuân · Dương Khôn Nhĩ | Trung Quốc · Đỗ Du · Vương Tiểu Kinh         |